# Берест (кора)

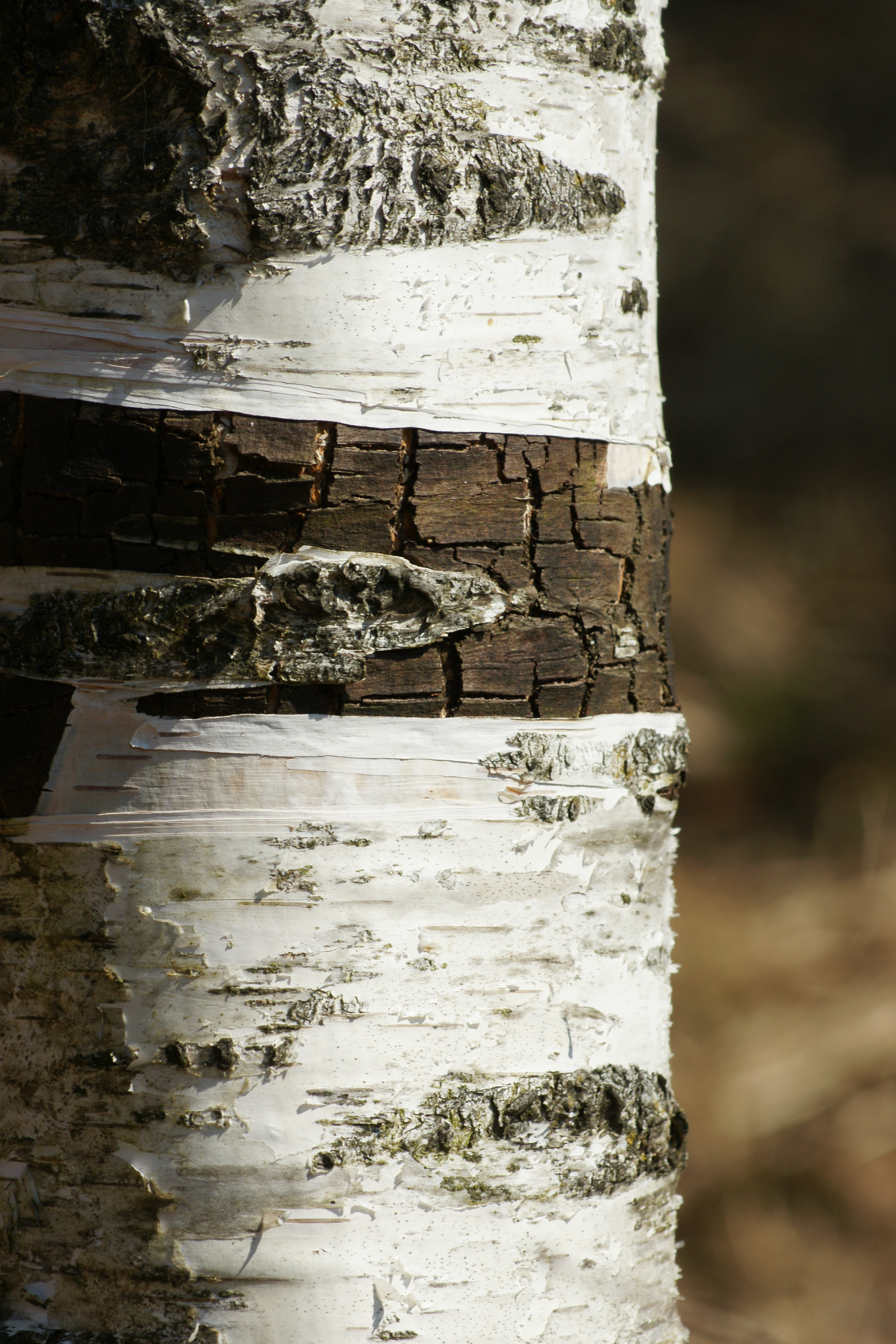
Берест

Бе́рест , діал. бере́зто — кора, луб берези.

## Використання в побуті

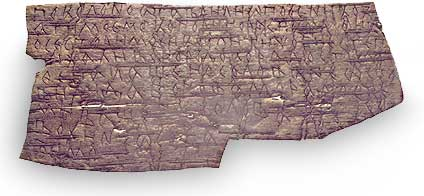
Новгородська берестяна грамота

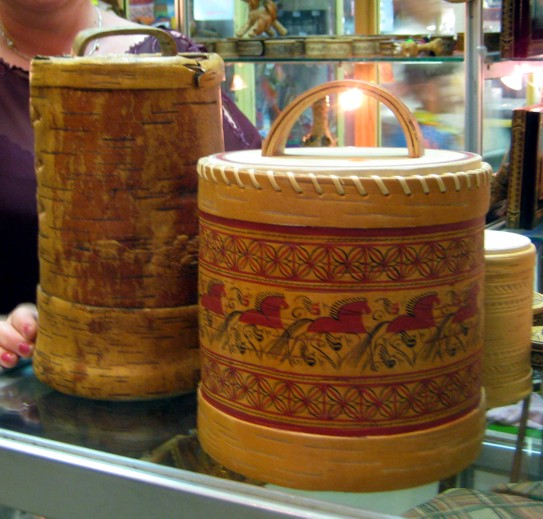
Туєси з бересту

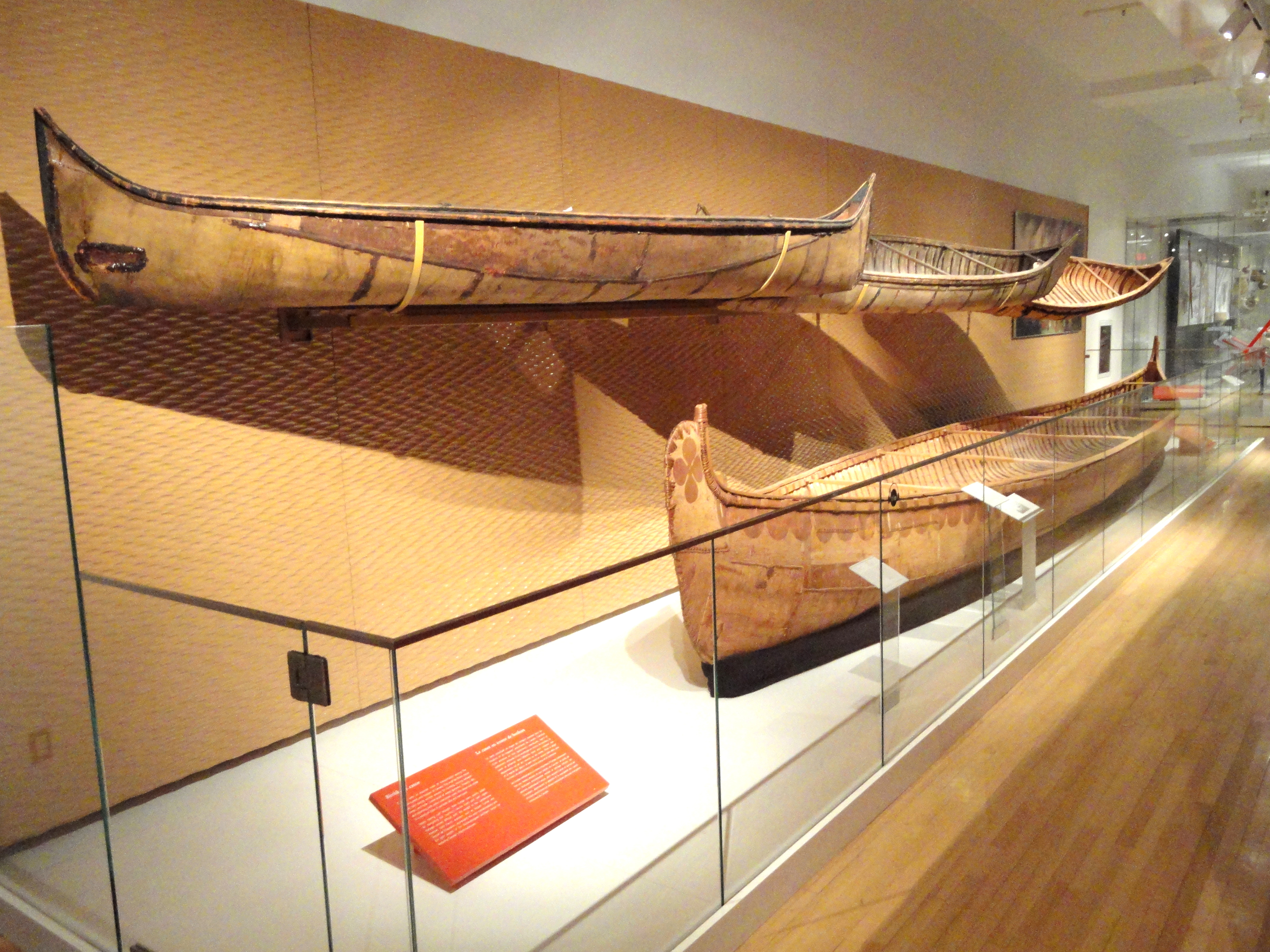
Каное з бересту

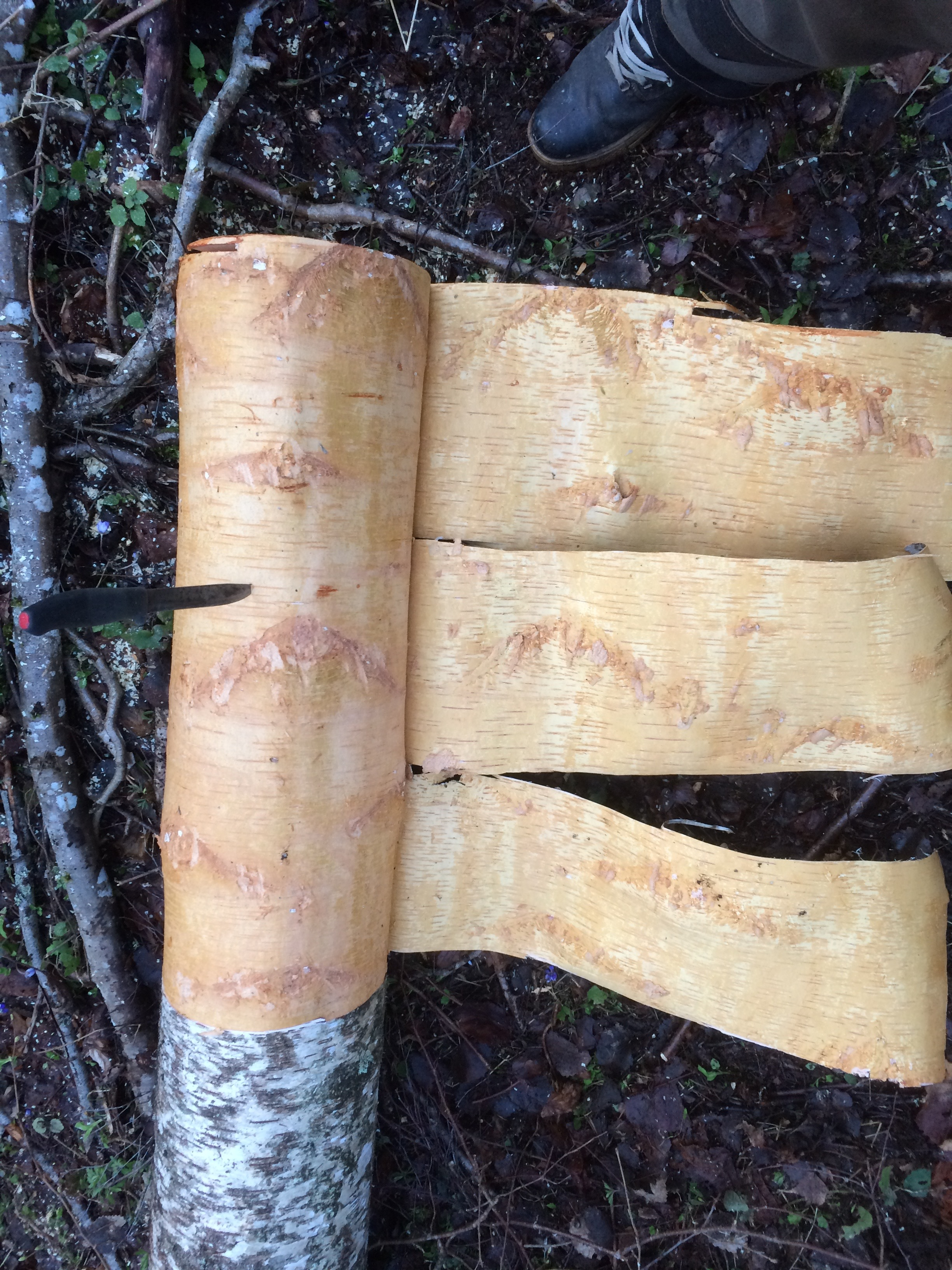
Бе́рест

Колір — жовтувато-білий або червонуватий. З береста виготовляють речі домашнього вжитку: кошики, сільниці, хлібниці тощо. Також берест є сировиною для виготовлення деревного дьогтю. Знайдені берестяні вироби з гробниці Тутанхамона (14 століття до н. е.) і прорізна береста на сагайдаках скіфських воїнів у вигляді накладок (складний рослинний орнамент) — 2 тисячоліття до н. е.. У давні часи берест використовували на Русі як матеріал для письма. Берест має здатність зберігатися довгі роки. Новгородські берестяні грамоти, пролежали в землі більше восьми століть і були знайдені в середині 20 століття. У будівництві берест використовували як ізолятор від вогкості. Завдяки водонепроникності і антисептичним властивостям берест охороняв від гниття. Нижні вінці дерев'яного зрубу, підвіконня, перекриття довше служили, якщо між деталями конструкції прокладали берест. У деяких селах і зараз покривають лазні і підсобні будівлі берестом через дорожнечу руберойду. З береста виготовляли кінську упряж, мотузки, на рибальських сітках — поплавці, іграшки для дітей. Берест використовували для виготовлення музичних інструментів: пастуших ріжків і жалійок.

## Використання в медицині
Берест на третину складається з бетуліну, який має й іншу назву — «березова камфора». Цю речовину за її особливі біологічні властивості стали називати «білим золотом». Вона має противотоксичну, гепатозахисну та алкоголезахисну дії, що вивчалася на трьох класичних моделях гепатиту. Також вивчено протистресову дію березового екстракту, гепатозахисну дію при гострих ушкодженнях шлунка, різних видах виразок. Екстракт бересту показав спазмолітичну, знеболювальну та флогістичну дії. Берест офіційно дозволений до використання в медицині в Росії, США та багатьох інших країнах.

## Заготівля
Найкращий берест отримують зі стовбурів берези діаметром 20 см і більше. Берест заготовляють переважно із молодих дерев і дерев після рубки. При цьому надрізують верхній білий пласт кори до лубу. Найкращим вважається берест зі середньої частини дерева. Заготовлену сировину сушать на повітрі.